# 420-й армейский пушечный артиллерийский полк
420-й армейский пушечный артиллерийский полк , он же 420-й корпусной артиллерийский полк — воинская часть Вооружённых Сил СССР в Великой Отечественной войне.

## История
Сформирован 23 июня 1941 года на базе 3-го дивизиона 462-го корпусного артиллерийского полка в Бобруйске. В составе полка при формировании насчитывалось 8 152-мм орудий, фактически полк представлял собой один дивизион, поскольку оставшиеся два были небоеспособны, не получив по мобилизации почти никакого автотранспорта и средств тяги (тракторов), не имея приборов управления стрельбой и необходимых средств связи.
В составе действующей армии с 23 июня 1941 по 23 сентября 1943 года.
До 4-5 июля 1941 года действовал в составе 47-го стрелкового корпуса, в эти дни переправился через Днепр в районе Быхова.
10 июля 1941 года третий дивизион полка был передан в поддержку войск 63-го стрелкового корпуса, перед которым стояла задача нанесения контрудара из района Рогачёв — Жлобин.
С 12 июля 1941 года полк должен был сосредоточиться в Кричеве с целью его переброски в Новозыбков.
13-14 июля 1941 года первый дивизион полка поддерживает 61-ю стрелковую дивизию в её форсировании Днепра в районе Зборово, Озерище с задачей занятия района Фалевичи, Новосёлки, Тихиничи, северо-западнее станции Тихиничи. Во второй половине июля отведён на переформирование в Брянскую область, получил 36 орудий и был переброшен в Гомельскую область. В начале августа 1941 года действовал в Калинковичском районе, Мозырском районе (Прудок, Костюковичи) отступая в Брянскую область.
На 20 августа 1941 года перед полком стояла задача поддерживать 45-й стрелковый корпус в его обороне по рубежу Сенцы, Калачева, Баклань, Посудичи юго-западнее Почепа по реке Судость. На 17 сентября 1941 года полк дислоцируется в районе Валуеца, в 10-12 километрах восточнее Баклани. В октябре 1941 года попал в окружение. Остатки полка, выйдя из окружения, направлены на формирование и вооружение в Тамбовскую область.
В начале 1942 года действует в Чернском районе Тульской области. С весны 1942 года по лето 1943 года занимает позиции в районе Новосиля. Летом 1943 года принимает участие в Орловской стратегической наступательной операции, принимает участие в освобождении Орла
23 сентября 1943 года приказом НКО № 285 был преобразован в 295-й гвардейский армейский пушечный артиллерийский полк.

## Подчинение
| Дата            | Фронт (округ)      | Армия      | Корпус                 | Дивизия | Бригада |
| --------------- | ------------------ | ---------- | ---------------------- | ------- | ------- |
| 22.06.1941 года | Резерв Ставки ГК   | -          | -                      | -       | -       |
| 01.07.1941 года | Западный фронт     | 4-я армия  | 47-й стрелковый корпус | -       | -       |
| 10.07.1941 года | Западный фронт     | 4-я армия  | -                      | -       | -       |
| 01.08.1941 года | Центральный фронт  | 13-я армия | -                      | -       | -       |
| 01.09.1941 года | Брянский фронт     | 3-я армия  | -                      | -       | -       |
| 01.10.1941 года | Брянский фронт     | 3-я армия  | -                      | -       | -       |
| 01.11.1941 года | Брянский фронт     | 3-я армия  | -                      | -       | -       |
| 01.12.1941 года | Юго-Западный фронт | -          | -                      | -       | -       |
| 01.01.1942 года | Брянский фронт     | -          | -                      | -       | -       |
| 01.02.1942 года | Брянский фронт     | 3-я армия  | -                      | -       | -       |
| 01.03.1942 года | Брянский фронт     | 3-я армия  | -                      | -       | -       |
| 01.04.1942 года | Брянский фронт     | 3-я армия  | -                      | -       | -       |
| 01.05.1942 года | Брянский фронт     | 3-я армия  | -                      | -       | -       |
| 01.06.1942 года | Брянский фронт     | 3-я армия  | -                      | -       | -       |
| 01.07.1942 года | Брянский фронт     | 3-я армия  | -                      | -       | -       |
| 01.08.1942 года | Брянский фронт     | 3-я армия  | -                      | -       | -       |
| 01.09.1942 года | Брянский фронт     | 3-я армия  | -                      | -       | -       |
| 01.10.1942 года | Брянский фронт     | 3-я армия  | -                      | -       | -       |
| 01.11.1942 года | Брянский фронт     | 3-я армия  | -                      | -       | -       |
| 01.12.1942 года | Брянский фронт     | 3-я армия  | -                      | -       | -       |
| 01.01.1943 года | Брянский фронт     | 3-я армия  | -                      | -       | -       |
| 01.02.1943 года | Брянский фронт     | 3-я армия  | -                      | -       | -       |
| 01.03.1943 года | Брянский фронт     | 3-я армия  | -                      | -       | -       |
| 01.04.1943 года | Брянский фронт     | 3-я армия  | -                      | -       | -       |
| 01.05.1943 года | Брянский фронт     | 3-я армия  | -                      | -       | -       |
| 01.06.1943 года | Брянский фронт     | 3-я армия  | -                      | -       | -       |
| 01.07.1943 года | Брянский фронт     | 3-я армия  | -                      | -       | -       |
| 01.08.1943 года | Брянский фронт     | 3-я армия  | -                      | -       | -       |
| 01.09.1943 года | Брянский фронт     | 3-я армия  | -                      | -       | -       |

## Командиры
1. Подполковник (по состоянию на 7.08.1943 г.), впоследствии полковник Подольский Борис Васильевич (с ? до 23.09.1943 г.), после этого продолжает командовать 295 гвардейским пушечным артиллерийским полком.

## Известные люди из состава полка
- Захаров, Александр Григорьевич, в годы войны занимал должности начальника штаба дивизиона, первого помощника начальника штаба полка, начальника штаба полка, впоследствии генерал-лейтенант, с 5 мая 1961 года начальник полигона Байконур[10]